# District de Kōza
Pour les articles homonymes, voir Koza (homonymie).
Le district de Kōza (高座郡, Kōza-gun) est un district de la préfecture de Kanagawa au Japon.
Lors du recensement de 2000, sa population était de 46 369 habitants pour une superficie de 13 km2.

## Commune du district
- Samukawa